# Reserva forestal Golfo Dulce
La Reserva forestal Golfo Dulce, es un área protegida en Costa Rica, administrada bajo el Área de conservación Osa. Fue creada el 28 de abril de 1975 por medio del decreto 8494-A.
Conforma un extenso corredor biológico entre el Parque nacional Corcovado y el Parque nacional Piedras Blancas.